# Тюменский государственный институт культуры
Тюменский государственный институт культуры (Тюменская государственная академия культуры, искусств и социальных технологий) — учебное учреждение  высшего образования в области культуры и искусства, расположенное в городе Тюмени. Полное наименование учебного заведения: Федеральное государственное бюджетное образовательное учреждение высшего образования «Тюменский государственный институт культуры».
Основан в 1991 году на базе Тюменского филиала Челябинского государственного института культуры и искусства. Учредитель: Министерство культуры Российской Федерации.

## История
В 1983 году создаётся учебно-консультативный филиала Челябинского государственного института культуры и искусства   с набором 200 человек.
В 1986 году в развивающемся учебном заведении создаётся три кафедры: культурно-просветительной работы, общественных наук, библиотековедения и библиографии.
18 января 1991 года на базе существующего филиала Челябинского института был образован Тюменский государственный институт культуры.
В 2006 году ректором института становится Заболотный Евгений Борисович.
В 2007 году вуз получает статус академии (ТГАКИ).
В 2008 году вуз получил лицензию на ведение образовательных программ среднего профессионального образования. Тюменский колледж искусств входит в состав академии. 
9 декабря 2009 году академия переименована в «Тюменскую государственную академию культуры, искусств и социальных технологий».
При ректоре Заболотном Е. Б. в структуру академии входят: 
- институт сервиса и социально-культурных коммуникаций;
- институт музыки, театра и хореографии;
- институт изобразительных искусств и музейных технологий;
- институт архитектуры, дизайна и визуальных искусств;
- институт интеллектуальных ресурсов и информационных технологий;
- научно-исследовательский институт регионального социума;
- Колледж искусств;
- Детская школа искусств[3].

В 2015 году слияние с  Тюменским институтом архитектуры, дизайна и визуальных искусств и институтом изобразительных искусств и музейных технологий ТГАКИ. Институт архитектуры, дизайна и визуальных искусств организован в 2010 году на основе Тюменского филиала Уральской государственной архитектурно-художественной академии (основан в 1997 году) и отделения дизайна Тюменского колледжа искусств (основан в 1974 году). Сейчас это факультет факультет дизайна, визуальных искусств и архитектуры ТГАКИ.
В 2015 году в ходе реорганизации высшего образования академия переименована в Тюменский государственный институт культуры. Институты, входящие в состав академии, преобразованы в факультеты.
В 2019 году был задержан экс-ректор ВУЗа за превышение должностных полномочий. Он был оштрафован.

## Факультеты и учебные заведения. Инфраструктура
- Факультет музыки, театра и хореографии (ул. Республики, д. 2)
- Факультет дизайна, визуальных искусств и архитектуры  (ул. Карская, д. 38; ул. Пароходская, д.27)
- Факультет социально-культурных технологий (ул. Республики, д.19)
- Колледж искусств  (ул. Республики, д. 152)[6]
- Детская школа искусств (ул. Республики, д. 152)

Вузу принадлежит несколько зданий в городе, общежития нет, хотя по документам оно предполагается.

## Ректоры
- Заболотный Евгений Борисович (с 2006 по 2010 гг.)
- И.о. ректора Омельченко Игорь Николаевич (2019 г.)